# 沙布勒洛什
沙布勒洛什（法語：Chabreloche，法語發音：[ʃabʁəlɔʃ]），又称沙布尔洛什，是法国多姆山省的一个市镇，位于该省东部，和卢瓦尔省接壤，属于蒂耶尔区。

## 地理
沙布勒洛什（45°52'44"N, 3°41'48"E）面积9.61 平方千米，位于法国奥弗涅-罗讷-阿尔卑斯大区多姆山省，该省份为法国中南部省份，北起阿列省接壤，东临卢瓦尔省，南至上盧瓦爾省和康塔爾省，西接科雷兹省和克勒兹省。
与沙布勒洛什接壤的市镇（或旧市镇、城区）包括：塞尔维耶尔、努瓦雷塔布勒、莱萨勒、阿尔孔萨、迪罗勒河畔塞勒、维斯孔塔。
沙布勒洛什的时区为UTC+01:00、UTC+02:00（夏令时）。

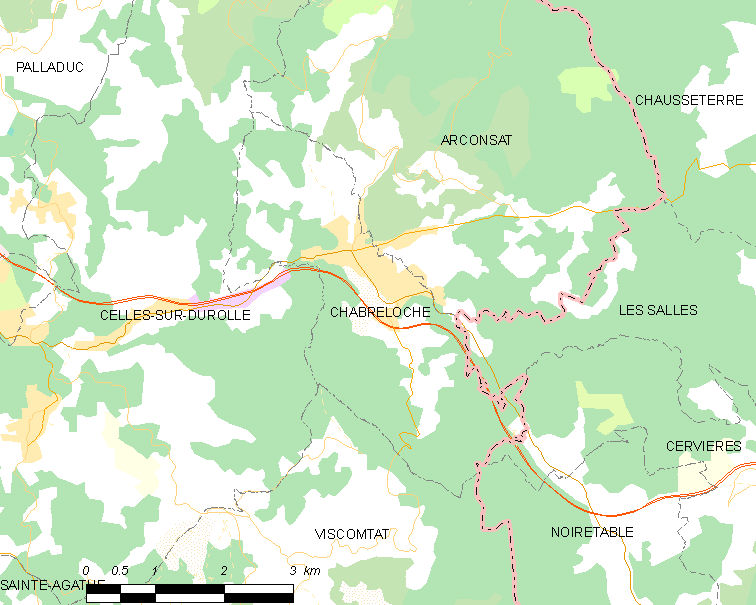
沙布勒洛什的OSM定位图

## 行政
沙布勒洛什的邮政编码为63250，INSEE市镇编码为63072。

## 政治
沙布勒洛什所属的省级选区为蒂耶尔县。

## 交通
多姆山省省道D86线、D324线和D2089线在境内交汇。法国国家A89号高速公路经过境内但未设出入口。
多姆山省城际客运巴士1号线的终点即为沙布勒洛什。

## 人口

1962-2008年间沙布勒洛什人口变化图示

沙布勒洛什于2022年1月1日时的人口数量为1164人。